# 61e législature du Nouveau-Brunswick
La 61e législature du Nouveau-Brunswick (en anglais : 61st New Brunswick Legislature) est un cycle parlementaire de l'Assemblée législative de la province canadienne du Nouveau-Brunswick. Elle s'ouvre le 19 novembre 2024 à la suite des élections générales du 21 octobre.

## Composition
La composition par partis de l'Assemblée législative au 19 novembre 2024 est la suivante :
| Partis | Partis                    | Députés |
| ------ | ------------------------- | ------- |
|        | Libéral                   | 31      |
|        | Progressiste-conservateur | 16      |
|        | Vert                      | 2       |
|        | Vacants                   | 0       |
| Total  | Total                     | 49      |

## Liste des députés
La liste ci-dessous dresse la liste des députés au 19 novembre 2024 :
| Députés                 | Parti | Parti                     | Circonscription électorale                    |
| ----------------------- | ----- | ------------------------- | --------------------------------------------- |
| Gilles LePage           |       | Libéral                   | Restigouche-Ouest                             |
| Guy Arseneault          |       | Libéral                   | Restigouche-Est                               |
| Marco LeBlanc (en)      |       | Libéral                   | Belle-Baie-Belledune                          |
| René Legacy (en)        |       | Libéral                   | Bathurst                                      |
| Luc Robichaud (en)      |       | Libéral                   | Hautes-Terres-Nepisiguit                      |
| Isabelle Thériault      |       | Libéral                   | Caraquet                                      |
| Eric Mallet (en)        |       | Libéral                   | Shippagan-Les-Îles                            |
| Keith Chiasson          |       | Libéral                   | Tracadie                                      |
| Sam Johnston (en)       |       | Libéral                   | Baie-de-Miramichi—Neguac                      |
| Michelle Conroy         |       | Progressiste-conservateur | Miramichi-Est                                 |
| Michael Dawson          |       | Progressiste-conservateur | Miramichi-Ouest                               |
| Pat Finnigan            |       | Libéral                   | Kent-Nord                                     |
| Benoît Bourque          |       | Libéral                   | Beausoleil-Grand-Bouctouche-Kent              |
| Robert Gauvin           |       | Libéral                   | Baie-de-Shédiac—Dieppe                        |
| Jacques LeBlanc (en)    |       | Libéral                   | Shediac-Cap-Acadie                            |
| Megan Mitton            |       | Vert                      | Tantramar                                     |
| Natacha Vautour (en)    |       | Libéral                   | Dieppe-Memramcook                             |
| Alexandre Cédric Doucet |       | Libéral                   | Moncton-Est                                   |
| Rob McKee               |       | Libéral                   | Moncton-Centre                                |
| Claire Johnson          |       | Libéral                   | Moncton-Sud                                   |
| Tania Sodhi             |       | Libéral                   | Moncton-Nord-Ouest                            |
| Lyne Chantal Boudreau   |       | Libéral                   | Champdoré-Irishtown                           |
| Rob Weir (en)           |       | Progressiste-conservateur | Riverview                                     |
| Sherry Wilson           |       | Progressiste-conservateur | Albert-Riverview                              |
| Don Monahan (en)        |       | Progressiste-conservateur | Arcadia-Butternut Valley-Maple Hills          |
| Tammy Scott-Wallace     |       | Progressiste-conservateur | Sussex-Three Rivers                           |
| John Herron (en)        |       | Libéral                   | Hampton-Fundy-St. Martins                     |
| Aaron Kennedy (en)      |       | Libéral                   | Quispamsis                                    |
| Alyson Townsend (en)    |       | Libéral                   | Rothesay                                      |
| Glen Savoie             |       | Progressiste-conservateur | Saint-Jean-Est                                |
| John Dornan             |       | Libéral                   | Saint-Jean-Portland-Simonds                   |
| David Hickey (en)       |       | Libéral                   | Saint-Jean-Havre                              |
| Kate Elman Wilcott (en) |       | Libéral                   | Saint Jean-Ouest-Lancaster                    |
| Bill Oliver             |       | Progressiste-conservateur | Kings-Centre                                  |
| Ian Lee (en)            |       | Progressiste-conservateur | Fundy–Les-Îles–Saint-Jean Lorneville          |
| Kathy Bockus            |       | Progressiste-conservateur | Sainte-Croix                                  |
| Mary Wilson             |       | Progressiste-conservateur | Oromocto-Sunbury                              |
| Kris Austin             |       | Progressiste-conservateur | Fredericton-Grand Lac                         |
| David Coon              |       | Vert                      | Fredericton-Lincoln                           |
| Susan Holt              |       | Libéral                   | Fredericton-Sud-Silverwood                    |
| Luke Randall (en)       |       | Libéral                   | Fredericton-Nord                              |
| Ryan Cullins (en)       |       | Progressiste-conservateur | Fredericton-York                              |
| Cindy Miles             |       | Libéral                   | Hanwell-New Maryland                          |
| Richard Ames (en)       |       | Progressiste-conservateur | Carleton-York                                 |
| Bill Hogan (en)         |       | Progressiste-conservateur | Woodstock-Hartland                            |
| Margaret Johnson        |       | Progressiste-conservateur | Carleton-Victoria                             |
| Chuck Chiasson          |       | Libéral                   | Grand Sault-Vallée-des-Rivières-Saint-Quentin |
| Jean-Claude D'Amours    |       | Libéral                   | Edmundston-Vallée-des-Rivières                |
| Francine Landry         |       | Libéral                   | Madawaska-les-Lacs-Edmundston                 |